# Curral Velho
Curral Velho är en kommun i Brasilien.   Den ligger i delstaten Paraíba, i den östra delen av landet, 1 400 km nordost om huvudstaden Brasília. Antalet invånare är 2 505. Arean är 181 kvadratkilometer.
Terrängen i Curral Velho är platt åt nordväst, men åt sydost är den kuperad.
Omgivningarna runt Curral Velho är huvudsakligen savann. Runt Curral Velho är det ganska glesbefolkat, med 34 invånare per kvadratkilometer.